# Randwick (LGA)
City of Randwick is een Local Government Area (LGA) in Australië in de staat New South Wales en behoort tot de agglomeratie van Sydney. City of Randwick telt 131.714 inwoners. De hoofdplaats is Randwick.